# 大野一道
大野 一道（おおの かずみち、1941年 - ）は、日本のフランス文学者、中央大学名誉教授。専攻は近代フランス文学。
東京都生まれ。1967年東京大学文学部大学院仏文学修士課程修了、NHK記者、1969年白百合女子大学文学部専任講師、1973年助教授、1983年教授、1990年中央大学経済学部教授。2012年定年退職。

## 著書
- ミシュレ伝 1798-1874 自然と歴史への愛 藤原書店 1998年
- 「民衆」の発見　ミシュレからペギーへ 藤原書店 2011年12月
- 春のはなびら　戦争の残照 わが幼年時代 吉田書店 2024年3月
- 〈決定版〉ミシュレ入門 藤原書店 2024年11月
- ゲームの規則 フランス語入門 伊藤洋司・金光仁三郎・渡邉浩司共著 駿河台出版社 2007年4月

## 翻訳
- 民衆 ジュール・ミシュレ みすず書房 1977年12月
- 怪盗紳士アルセーヌ・ルパン モーリス・ルブラン 旺文社文庫 1979年5月
- もう一つのドレフュス事件 社会主義への洞察 シャルル・ペギー 新評論 1981年9月
- 新しい世界史 全世界で子供に歴史をどう語っているか マルク・フェロー 新評論 1985年10月
- 監視下の歴史 歴史学と歴史意識 マルク・フェロー 山辺雅彦共訳 新評論 1987年12月
- 女 ミシュレ 藤原書店 1991年1月
- 世界史入門 ヴィーコから「アナール」へ ミシュレ 藤原書店 1993年5月
- 学生よ 1848年革命前夜の講義録 ミシュレ 藤原書店 1995年5月、新版2014年
- 山 ミシュレ 藤原書店 1997年2月
- 人類の聖書 多神教的世界観の探求 ミシュレ 藤原書店 2001年11月
- スピリディオン 物欲の世界から精神性の世界へ 藤原書店 2004年10月 ジョルジュ・サンドセレクション
- 歌姫コンシュエロ 愛と冒険の旅 持田明子・原好男・山辺雅彦共訳 藤原書店 2008年 ジョルジュ・サンドセレクション
- フランス史 1-6 ミシュレ 立川孝一と監修 藤原書店 2010-11年
- 全体史の誕生　若き日の日記と書簡 ミシュレ 藤原書店 2014年
- 民衆と情熱　大歴史家が遺した日記 全2巻 翠川博之共訳 藤原書店 2020年
- 万物の宴　すべての生命体はひとつ 翠川博之共訳 藤原書店 2023年

## 参考
- J-GLOBAL